# FK Torpedo Moskva
FK Torpedo Moskva (ryska: Футбольный клуб. "Торпедо" Москва, Futbol'nyj klub. Torpedo Moskva) är en fotbollsförening från Moskva.
Föreningen bildades 1930 i anslutning till en fabrik tillhörande sovjetiska biltillverkaren AMO ZIL. Föreningen nådde sovjetiska högstaligan 1938 och blev sedan sovjetiska mästare tre gånger. Torpedo Moskva har vunnit sovjetiska cupen 6 gånger och ryska cupen 1993. 
Klubben har under många år haft stora svårigheter att hålla sig kvar i toppen och spelar idag i ryska andradivisionen, vilken bara är den tredje högsta ligan i Ryssland. Klubben ägs av Olympiska komplexet Luzjniki där lagets hemmaarena, den femstjärniga Luzjnikistadion, ingår.
Sen 2017 ägs Torpedo av den ryska oligarken Roman Avdeev.